# Mund
Mund is een plaats in de gemeente Naters in het Zwitserse kanton Wallis, en maakt deel uit van het district Brig. Tot de samenvoeging met Birgisch en Naters op 1 januari 2013 was Mund een zelfstandige gemeente.
Mund is een van de weinige plaatsen waar de beroemde en zeer kostbare specerij saffraan nog van oudsher groeit.